# Botanophila cylindrica
Botanophila cylindrica este o specie de muște din genul Botanophila, familia Anthomyiidae, descrisă de Masayoshi Suwa în anul 1998. Conform Catalogue of Life specia Botanophila cylindrica nu are subspecii cunoscute.